# Андрєєв Павло Сергійович
Павло Сергійович Андрєєв (рос. Павел Сергеевич Андреев; 1869 — 1939) — український і російський архітектор.

## Біографія
У 1891—1899 роках навчався у Петербурзькій академії мистецтв. 1896 року отримав звання некласного художника, а 1899 року — художника-архітектора

## Доробок
Павло Андрєєв працював у Києві:
- будинок Волзько-Камського банку (1912—1914, вулиця Хрещатик, буд. 10);
- забудова Пасажу — торговельні й комерційні приміщення, прибуткові й житлові будинки (1913—1914);
- будинок Терещенка (1913—1914), Терещенківська вулиця, 13.

У 1930-х роках викладав у Київському будівельному технікумі.

## Джерело
- Андрєєв Павло Сергійович // Митці України : Енциклопедичний довідник. / упоряд. : М. Г. Лабінський, В. С. Мурза ; за ред. А. В. Кудрицького. — Київ : «Українська енциклопедія» імені М. П. Бажана, 1992. — С. 24 . — ISBN 5-88500-042-5.